# Catena del Marghine e del Goceano
Catena del Marghine e del Goceano este o arie protejată (arie specială de conservare — SAC, sit de importanță comunitară — SCI) din Italia întinsă pe o suprafață de 14.976 ha, integral pe uscat.

## Localizare
Centrul sitului Catena del Marghine e del Goceano este situat la coordonatele 40°23′21″N 8°55′55″E / 40.389167°N 8.931944°E.

## Înființare
Situl Catena del Marghine e del Goceano a fost declarat sit de importanță comunitară în septembrie 1995 pentru a proteja 24 de specii de animale. Situl a fost protejat și ca arie specială de conservare în aprilie 2017.

## Biodiversitate
Situată în ecoregiunea mediteraneană, aria protejată conține 15 habitate naturale: Pante stâncoase silicioase cu vegetație casmofită, Păduri de Ilex aquifolium, Dehesas cu Quercus spp. perene, Pseudostepă cu ierburi și specii anuale de Thero-Brachypodietea, Păduri de Quercus ilex și Quercus rotundifolia, Lande oro-mediteraneene cu formațiuni endemice de grozamă, Iazuri temporare mediteraneene, Matorral arborescenți cu Laurus nobilis, Păduri mediteraneene de Taxus baccata, Pajiști umede mediteraneene cu ierburi înalte de Molinio-Holoschoenion, Păduri de stejar alb estice, Ape stătătoare oligotrofe până la mezotrofe, cu vegetație de Littorelletea uniflorae și/sau de Isoëto-Nanojuncetea, Cursuri de apă de la nivel de câmpie la nivel montan, cu vegetație Ranunculion fluitantis și Callitricho-Batrachion, Păduri de Quercus suber, Phrygana endemică cu Euphorbio-Verbascion.
La baza desemnării sitului se află mai multe specii protejate:
- păsări (16): uliu porumbar (Accipiter gentilis arrigonii), Alectoris barbara, fâsă-de-câmp (Anthus campestris), acvilă de munte (Aquila chrysaetos), pasărea ogorului (Burhinus oedicnemus), caprimulg (Caprimulgus europaeus), dumbrăveancă (Coracias garrulus), Falco naumanni, șoim călător (Falco peregrinus), sfrâncioc roșiatic (Lanius collurio), ciocârlie de pădure (Lullula arborea), ciocârlie de bărăgan (Melanocorypha calandra), gaia roșie (Milvus milvus), Sylvia sarda, silvie de tufiș (Sylvia undata), spârcaci (Tetrax tetrax)
- mamifere (5): liliac cârn (Barbastella barbastellus), liliac cărămiziu (Myotis emarginatus), Myotis punicus, liliacul mare cu potcoavă (Rhinolophus ferrumequinum), liliacul mic cu potcoavă (Rhinolophus hipposideros)
- nevertebrate (2): croitorul mare al stejarului (Cerambyx cerdo), Papilio hospiton
- reptile (1): țestoasa de baltă (Emys orbicularis)

Pe lângă speciile protejate, pe teritoriul sitului au mai fost identificate 61 de specii de plante, 56 de specii de păsări, 2 specii de amfibieni, 9 specii de mamifere, 3 specii de nevertebrate, 3 specii de reptile.